# Tigran Mansurjan
Tigran Mansurjan (armenisch Տիգրան Մանսուրյան; * 27. Januar 1939 in Beirut, Libanon) ist ein armenischer Komponist klassischer Musik.

## Leben und Bedeutung
1947 kehrte seine Familie nach Armenien zurück. Tigran Mansurjan besuchte das Staatliche Konservatorium Jerewan, wo er von 1960 bis 1965 Komposition bei Ghasaros Sarjan studierte. Ab 1967 lehrte er selbst dort als Dozent, ab 1990 als Professor und von 1992 bis 1995 als Rektor. Zusammen mit Jerwand Jerkanjan (* 1951) und Awet Terterjan (1929–1994) gehört Mansurjan zu den bedeutendsten Komponisten der neuen armenischen Musik.
2006 wurde ihm die Ehrenbürgerschaft der Stadt Jerewan verliehen.

## Musikalisches Verständnis
Komitas und Claude Debussy waren seine geistigen Vorbilder. 

„Von der armenischen Naturlyrik inspiriert, entwickelte er eine der Klangmystik nahestehende Kompositionsweise, in die er Elemente der Neuen Musik integrierte. (...) In seiner Musikästhetik bekennt er sich zu überlieferten Traditionen, sieht sich aber nicht als Kopist alter Formen, sondern korrespondiert mit alten Formen und Gewichtungen.  Er ist stets auf der Suche nach der inneren Geschlossenheit eines Kunstwerkes und misst ebenso der musikalischen Rhetorik in ihrer modernen Umsetzung große Bedeutung zu.“

## Werke
Sein kompositorisches Schaffen umfasst Werke für Orchester, darunter Instrumentalkonzerte, außerdem Kammer-, Chormusik und Werke für Soloinstrumente. 2011 entstand sein zur Erinnerung des Völkermords an den Armeniern geschaffenes Requiem, das 2016 mit dem RIAS-Kammerchor und dem Münchener Kammerorchester unter der Leitung von Alexander Liebreich für ECM eingespielt wurde.

## Filmografie
- 1969: Die Farbe des Granatapfels (Саят-Нова)